# Penthienate
Penthienate là một thuốc kháng muscarinic. 